# Azueira
Azueira ist ein Ort und eine ehemalige Gemeinde (Freguesia) im portugiesischen Kreis Mafra. Die Gemeinde hatte 3158 Einwohner (Stand 30. Juni 2011).
Am 29. September 2013 wurden die Gemeinden Azueira und Sobral da Abelheira zur neuen Gemeinde União das Freguesias de Azueira e Sobral da Abelheira zusammengeschlossen. Azueira ist Sitz dieser neu gebildeten Gemeinde.